# Saison 2014-2015 du Nîmes Olympique
Maillots
Chronologie
Saison précédente Saison suivante
La saison 2014-2015 du Nîmes Olympique est la vingt-septième de l'histoire du club gardois en championnat de France de Ligue 2, la troisième consécutive au sein de l'antichambre de l’élite du football français. C'est aussi la soixante-neuvième saison de l'histoire du club.
L'équipe est dirigée par José Pasqualetti nommé à ce poste lors de la préparation d'avant-saison en remplacement de René Marsiglia, tandis que le club est présidé par Jean-Marc Conrad depuis avril 2014. L'objectif déclaré en début de saison est d'obtenir un maintien plus tranquille que la saison précédente.
Parallèlement, en Coupe de la Ligue, Nîmes est éliminé dès son entrée en lice à l'extérieur par Angers, futur promu en L1, tandis qu'en Coupe de France, l'équipe passe deux tours avant d'être écartée par l'AS Monaco, futur demi-finaliste.

## Avant-saison
Le Nîmes Olympique commence la saison après avoir fini la saison précédente à la quinzième place après avoir lutté jusqu'à la dernière journée pour se maintenir puisque Nîmes était dix-neuvième au classement six journées avant la fin du championnat. Le président Jean-Marc Conrad annonce que « l'objectif sera de finir dans le premier tiers [du classement] » et se donne « trois ans pour accéder à la Ligue 1 ». Pour sa part l'entraîneur René Marsiglia confirme qu'il souhaite honoré ses deux dernières années de contrat malgré le changement de direction opéré en avril 2014.

### Tableau des transferts
| Nom                     | Nationalité | Transfert                     | Provenance/Destination | Division         |
| ----------------------- | ----------- | ----------------------------- | ---------------------- | ---------------- |
| Arrivées                |             |                               |                        |                  |
| Larry Azouni            | France      | Résiliation de contrat        | Olympique de Marseille | Ligue 1          |
| Fabien Barrillon        | France      | Fin de contrat                | FC Istres OP           | Ligue 2          |
| Anthony Briançon        | France      | Premier contrat professionnel | Nîmes Olympique B      | CFA 2            |
| Romain Élie             | France      | Fin de contrat                | US Le Pontet           | CFA              |
| Féthi Harek             | Algérie     | Fin de contrat                | SC Bastia              | Ligue 1          |
| Jonathan Lacourt        | France      | Fin de contrat                | US Albi                | CFA 2            |
| Toifilou Maoulida       | France      | Résiliation de contrat        | SC Bastia              | Ligue 1          |
| Anthony Marin           | France      | Fin de contrat                | US Le Pontet           | CFA              |
| Alexandre Mendy         | France      | Prêt                          | OGC Nice               | Ligue 1          |
| Kevin Renaut            | France      | Fin de contrat                | US Le Pontet           | CFA              |
| Départs                 |             |                               |                        |                  |
| Komlan Amewou           | Togo        | Fin de contrat                | Al Sha'ab Sharjah      | Arab Gulf League |
| Samir Benmeziane        | France      | Résiliation de contrat        | US Orléans             | Ligue 2          |
| Mohamed Benyahia        | Algérie     | Prêt                          | CA Bastia              | National         |
| Aurélien Boche          | France      | Fin de contrat                | FC Istres OP           | National         |
| Pierre Bouby            | France      | Fin de contrat                | AJ Auxerre             | Ligue 2          |
| Emmanuel Corrèze        | France      | Fin de contrat                | Fin de carrière        | -                |
| Jean-Alain Fanchone     | France      | Fin du prêt                   | Udinese                | Serie A          |
| Vincent Gragnic         | France      | Fin de contrat                | AJ Auxerre             | Ligue 2          |
| Cyrille Merville        | France      | Fin de contrat                | US Créteil-Lusitanos   | Ligue 2          |
| Mouritala Ola Ogounbiyi | Bénin       | Fin de contrat                | Paris FC               | National         |
| Benoît Poulain          | France      | Fin de contrat                | KV Courtrai            | D1 Belge         |
| Renaud Ripart           | France      | Prêt                          | CA Bastia              | National         |
| Romain Thibault         | France      | Fin de contrat                | Les Herbiers           | CFA              |

### Préparation d'avant-saison
| M. | Rencontre         | Rencontre | Rencontre          |
| -- | ----------------- | --------- | ------------------ |
| 1  | Nîmes Olympique   | 0-0       | GFC Ajaccio        |
| 2  | Toulouse FC       | 1-2       | Nîmes Olympique    |
| 3  | Nîmes Olympique 1 | 3-1       | Nîmes Olympique 2  |
| 4  | Nîmes Olympique   | 0-0       | FC Istres OP       |
| 5  | Nîmes Olympique   | 3-0       | Marseille Consolat |
| 6  | Nîmes Olympique   | 1-2       | Clermont Foot      |

Le premier match de préparation du Nîmes Olympique se déroule à Aramon le 5 juillet 2014 contre le Gazélec Ajaccio, un autre pensionnaire de Ligue 2. Sous un soleil de plomb les joueurs des deux équipes peinent à se procurer des occasions dans la première mi-temps. Première mi-temps marqué côté nîmois par la présence de cinq joueurs à l'essai : Anthony Marin, Jeffrey Assoumin, Jonathan Lacourt, Cafimipon Gomis et Manuel Lanzini. Dix jours à peine après la reprise de l'entrainement, les deux équipes sont en manques de rythmes et de repaires. La plus grosse occasion du match est à l'actif des joueurs du Gazélec avec une reprise de Grégory Pujol capté par Mathieu Michel. Finalement Corses et Gardois se séparent sur un score de 0-0,.
Pour son deuxième match amical le club gardois affronte le Toulouse FC un pensionnaire de Ligue 1 le 9 juillet 2014 à Balma dans la banlieue toulousaine. Les crocodiles se font bousculer pendant près de vingt-cinq minutes devant faire face aux attaques toulousaines. Notamment avec Spano (5e) qui voit sa reprise de la tête passée au-dessus du but de Mathieu Michel puis à la 24e avec un face-à-face entre le gardien nîmois et Wissam Ben Yedder, remporté par Michel. Les joueurs du Nîmes Olympique trouvent la faille à la 35e minute de jeu, par l’intermédiaire du meilleur buteur de la saison passée Samir Benmeziane qui envoie une frappe dans la lucarne gauche de Marc Vidal. Deux minutes plus tard Abdelhakim Omrani double le score. Le TFC a eu opportunité de revenir au score mais c'est heurté au dernier rempart de la défense gardoise à la 39e le poteau repousse une nouvelle reprise de Spano puis à la 41e Mathieu Michel détoure le penalty d'Aleksandar Pesic.

## Récit de la saison sportive

### Mercatod'hiver et élimination en Coupe de France
| Nom                   | Nationalité | Transfert      | Provenance/Destination | Division    |
| --------------------- | ----------- | -------------- | ---------------------- | ----------- |
| Arrivées              |             |                |                        |             |
| Panayótis Vlachodímos | Grèce       | Prêt           | Olympiakos             | Superleague |
| Départs               |             |                |                        |             |
| Cédric Njiki Tchoutou | Cameroun    | Retour de prêt | AS Roma                | Série A     |

### Classement
| Rang                                                                | Équipe                   | Pts | J  | G  | N  | P  | Bp | Bc | Diff |
| ------------------------------------------------------------------- | ------------------------ | --- | -- | -- | -- | -- | -- | -- | ---- |
| 1                                                                   | ES Troyes AC             | 78  | 38 | 24 | 6  | 8  | 61 | 24 | +37  |
| 2                                                                   | GFC Ajaccio P            | 65  | 38 | 18 | 11 | 9  | 49 | 37 | +12  |
| 3                                                                   | Angers SCO               | 64  | 38 | 18 | 10 | 10 | 47 | 30 | +17  |
| 4                                                                   | Dijon FCO                | 61  | 38 | 17 | 10 | 11 | 44 | 34 | +10  |
| 5                                                                   | AS Nancy-Lorraine        | 58  | 38 | 15 | 13 | 10 | 53 | 39 | +14  |
| 6                                                                   | Stade brestois           | 57  | 38 | 14 | 15 | 9  | 41 | 27 | +14  |
| 7                                                                   | Le Havre AC              | 55  | 38 | 14 | 13 | 11 | 47 | 37 | +10  |
| 8                                                                   | Stade lavallois MFC      | 54  | 38 | 11 | 21 | 6  | 41 | 34 | +7   |
| 9                                                                   | AJ Auxerre               | 52  | 38 | 12 | 16 | 10 | 48 | 42 | +6   |
| 10                                                                  | FC Sochaux-Montbéliard R | 52  | 38 | 13 | 13 | 12 | 39 | 37 | +2   |
| 11                                                                  | Chamois Niortais FC      | 50  | 38 | 11 | 17 | 10 | 41 | 42 | -1   |
| 12                                                                  | Clermont FA              | 49  | 38 | 12 | 13 | 13 | 43 | 47 | -4   |
| 13                                                                  | Nîmes Olympique          | 46  | 38 | 12 | 10 | 16 | 44 | 57 | -13  |
| 14                                                                  | US Créteil-Lusitanos     | 45  | 38 | 10 | 15 | 13 | 44 | 52 | -8   |
| 15                                                                  | Tours FC                 | 44  | 38 | 12 | 8  | 18 | 49 | 54 | -5   |
| 16                                                                  | Valenciennes FC R        | 42  | 38 | 10 | 12 | 16 | 34 | 51 | -17  |
| 17                                                                  | AC Ajaccio R             | 41  | 38 | 9  | 14 | 15 | 32 | 42 | -10  |
| 18                                                                  | US Orléans LF P          | 40  | 38 | 9  | 13 | 16 | 36 | 47 | -11  |
| 19                                                                  | LB Châteauroux           | 32  | 38 | 7  | 11 | 20 | 31 | 63 | -32  |
| 20                                                                  | AC Arles-Avignon         | 30  | 38 | 7  | 9  | 22 | 31 | 59 | -28  |
| - Promotion en Ligue 1 2015-2016 - Relégation en National 2015-2016 |                          |     |    |    |    |    |    |    |      |

### Matchs officiels de la saison
Le tableau ci-dessous retrace dans l'ordre chronologique les 42 rencontres officielles jouées par le Nîmes Olympique durant la saison. Le club nîmois a participé aux 38 journées du championnat ainsi qu'à trois tours de Coupe de France et une rencontre en Coupe de la Ligue. Les buteurs sont accompagnés d'une indication sur la minute de jeu où est marqué le but et, pour certaines réalisations, sur sa nature (penalty ou contre son camp).
Le bilan général de la saison est de 14 victoires, 10 matchs nuls et 18 défaites.

## Joueurs et le club

### Effectif professionnel
Vingt-quatre joueurs composent l'effectif professionnel durant cette saison. Au poste de gardien de but, Mathieu Michel est le titulaire, Gauthier Gallon étant son suppléant. Six défenseurs sont présents dans l'effectif : les arrières centraux Romain Élie, Romain Sartre, Anthony Marin et Fabien Barrillon, l'arrière droit Jérémy Cordoval et l'arrière gauche Féthi Harek. Dix milieux de terrains se partagent les postes. Les milieux défensifs sont Nenad Kovačević, Jonathan Parpeix, Anthony Briançon et Abdel Malik Hsissane, les milieux centraux sont Larry Azouni, Jonathan Lacourt et Theo Valls tandis qu'Ousmane Cissokho, Mathieu Robail et Abdelhakim Omrani sont les milieux excentrés. Enfin, six attaquants font partie de l'effectif nîmois : Toifilou Maoulida, Panayótis Vlachodímos, Alexandre Mendy, Riad Nouri, Anthony Koura et Antonin Bobichon.
Dans l'effectif de la saison 2014-2015, deux joueurs sont originaires de la métropole nîmoise. Mathieu Michel (né à Nîmes) est le gardien de but titulaire depuis cette saison et Abdel Malik Hsissane (né à Nîmes), milieu de terrain polyvalent, au club depuis 2001.
Le capitaine de l'équipe est l'attaquant Toifilou Maoulida, fonction qu'il occupe depuis la septième journée de cette saison. Nenad Kovačević a eu ce rôle durant les six premiers matchs.

### Statistiques collectives
| Compétition       | Débute au tour | Termine        | Matches joués | Gagnés | Nuls | Perdus | Buts pour | Buts contre | Différence |
| ----------------- | -------------- | -------------- | ------------- | ------ | ---- | ------ | --------- | ----------- | ---------- |
| Ligue 2           | -              | 13e            | 38            | 12     | 10   | 16     | 44        | 57          | -13        |
| Coupe de France   | Septième tour  | 1/32 de finale | 3             | 2      | 0    | 1      | 4         | 3           | +1         |
| Coupe de la Ligue | Premier tour   | Premier tour   | 1             | 0      | 0    | 1      | 1         | 2           | -1         |
| Total             | -              | -              | 42            | 14     | 10   | 18     | 49        | 62          | -13        |

### Statistiques individuelles
Mathieu Michel et Toifilou Maoulida sont les joueurs les plus utilisés cette année avec 39 apparitions sur les 42 matchs officiels de la saison. Le gardien caennais disputant pour sa part tous les matchs en intégralité.
Toifilou Maoulida et Riad Nouri sont les meilleurs buteurs nîmois de la saison avec douze réalisations chacun. Le meilleur passeur de la saison est Riad Nouri avec cinq passes décisives, toutes en championnat.

## Impact populaire

### Affluences
95 516 spectateurs ont assisté aux rencontres de championnat du NO cette année au Stade des Costières. L'affluence moyenne en championnat est donc de 5 029 spectateurs. C'est la douzième moyenne de spectateurs en championnat.
Affluence du Nîmes Olympique à domicile

## Détail des matchs

### Championnat de Ligue 2
La saison 2014-2015 de Ligue 2 est la soixante-seizième édition du championnat de France de football de deuxième division et la treizième sous l’appellation « Ligue 2». La division oppose vingt clubs en une série de trente-huit rencontres jouées. Les trois meilleurs de ce championnat sont promus en Ligue 1 alors que les trois derniers sont relégués en National. Le Nîmes Olympique évolue pour la trentième fois en deuxième division de son histoire dans cette compétition, la troisième consécutive.
Les promus de cette édition du championnat sont le champion de National l'US Orléans et le troisième le GFC Ajaccio, le deuxième Luzenac a vu son accession refusée ce qui a entraîné le repêchage de la Berrichonne de Châteauroux. Ils remplacent le FC Istres et le CA Bastia. Les équipes reléguées de Ligue 1 qui remplacent le FC Metz, le RC Lens et le SM Caen, promus la saison passée, sont le FC Sochaux-Montbéliard, le Valenciennes FC et l'AC Ajaccio,.
L'ES Troyes AC termine le championnat à la première place avec 24 victoires, 6 matchs nuls et 8 défaites pour un total de 78 points. Troyes est promu en Ligue 1 2015-2016 en compagnie de son dauphin le GFC Ajaccio et du troisième le SCO d'Angers. L'US Orléans, la Berrichonne de Châteauroux, après dix-sept saisons consécutives dans l'antichambre de l'élite, et l'AC Arles-Avignon sont relégués en National 2015-2016.

### Coupe de France
La coupe de France 2014-2015 est la 98e édition de la coupe de France, une compétition à élimination directe mettant aux prises les clubs de football amateurs et professionnels à travers la France métropolitaine et les DOM-TOM. Elle est organisée par la FFF et ses ligues régionales.

### Coupe de la Ligue
La Coupe de la Ligue 2014-2015 est la 21e édition de la Coupe de la Ligue, compétition à élimination directe organisée par la Ligue de football professionnel (LFP) depuis 1994, qui rassemble uniquement les clubs de Ligue 1, Ligue 2 et les clubs de National ayant conservé leur statut professionnel. Depuis 2009, la LFP a instauré un nouveau format de coupe plus avantageux pour les équipes qualifiées pour une coupe d'Europe.
Nîmes étant un club de Ligue 2 entame la compétition dès le premier tour. Le tirage au sort lui désigne le SCO d'Angers comme adversaire, match se jouant au Stade Jean-Bouin en Maine-et-Loire.
Cette compétition est remportée par le Paris Saint-Germain qui dispose en finale du Sporting Club de Bastia sur le score de 4-0.

## Équipe réserve et équipes de jeunes

### Équipe réserve
L’équipe réserve du club sert de tremplin vers l'équipe première pour les jeunes du centre de formation.
Lors de la saison précédente, le club a fini sixième.
| Rang | Équipe                      | Pts | J  | G  | N | P  | Bp | Bc | Diff |
| ---- | --------------------------- | --- | -- | -- | - | -- | -- | -- | ---- |
| 1    | Olympique de Marseille rés. | 82  | 26 | 17 | 5 | 4  | 51 | 17 | +34  |
| 2    | SC Toulon-Le Las            | 72  | 26 | 14 | 4 | 8  | 47 | 28 | +19  |
| 3    | SC Toulon P                 | 69  | 26 | 13 | 4 | 9  | 42 | 25 | +17  |
| 4    | Aubagne FC                  | 67  | 26 | 11 | 8 | 7  | 43 | 33 | +10  |
| 5    | Olympique d'Alès            | 64  | 26 | 10 | 8 | 8  | 36 | 25 | +11  |
| 6    | SO Chambéry                 | 64  | 26 | 11 | 5 | 10 | 36 | 32 | +4   |
| 7    | Nîmes Olympique rés.        | 63  | 26 | 10 | 7 | 9  | 47 | 39 | +8   |
| 8    | Aix-les-Bains FC P          | 62  | 26 | 9  | 9 | 8  | 34 | 31 | +3   |
| 9    | AC Arles-Avignon rés.       | 62  | 26 | 9  | 9 | 8  | 37 | 28 | +9   |
| 10   | ES Pennoise                 | 62  | 26 | 11 | 5 | 10 | 32 | 35 | -3   |
| 11   | FB Île-Rousse               | 62  | 26 | 11 | 4 | 11 | 34 | 45 | -11  |
| 12   | AC Ajaccien rés.            | 61  | 26 | 10 | 6 | 10 | 32 | 31 | +1   |
| 13   | FC Échirolles               | 43  | 26 | 4  | 5 | 17 | 32 | 58 | -26  |
| 14   | ES Uzès-Pont-du-Gard R      | 30  | 26 | 1  | 2 | 23 | 15 | 91 | -76  |